# Nagy Imre újratemetése

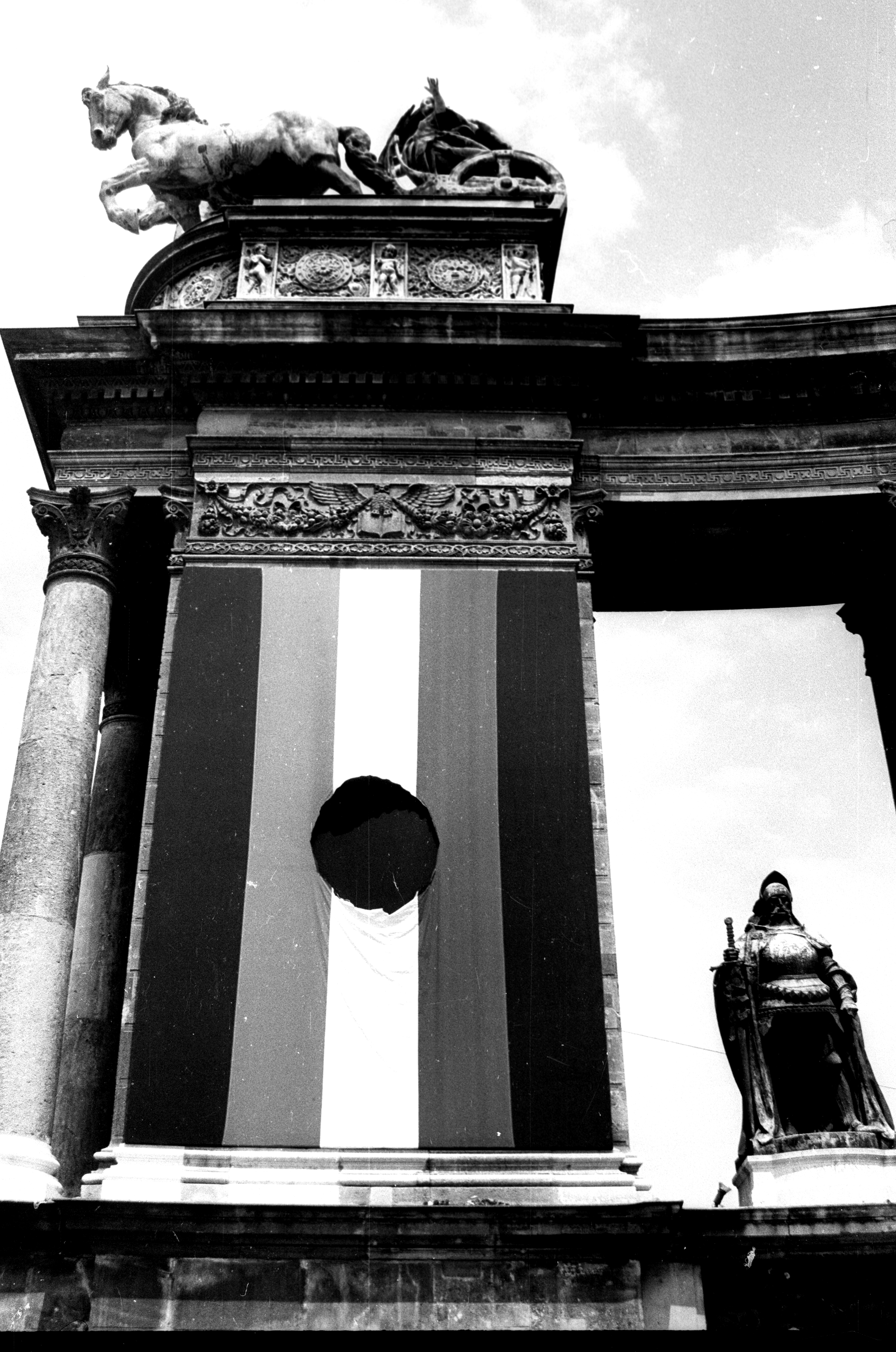
A lyukas zászló a Hősök terén a Millenniumi emlékművön 1989. június 16-án, Nagy Imre és az 1956-os forradalom mártírjainak újratemetésekor

Nagy Imre, az 1956-os forradalom miniszterelnökének és társainak 1989. június 16-i újratemetése a kommunizmusból a demokráciába vezető magyar átmenet egyik legnagyobb hatású szimbolikus eseménye volt.
1988 tavaszán Kádár János, a kommunista Magyar Szocialista Munkáspárt főtitkára egy amerikai televíziónak adott interjúban kijelentette, hogy Nagy Imrét nem lehet rehabilitálni. Kádár azonban, akinek uralmához Nagy Imre kivégzése kötődött, még megérte a néhai mártír miniszterelnök, hatalmas tömeget megmozgató újratemetését, amely a budapesti Hősök terén tartott ünnepélyes megemlékezéssel indult.

## Előzmények
Az újratemetésre 31 évvel Nagy Imre, Maléter Pál és Gimes Miklós kivégzése után került sor. 1958. június 16-án hajnalban a kivégzetteket – hogy nyughelyüket senki ne ismerje és látogathassa – az Országos Börtön sétálóudvarán földelték el, a földhányást lommal fedték be. Az országgal másnap tudatták a kivégzések tényét, azt azonban a beavatottakon kívül senki nem tudta, mi történt a holttestekkel. Két és fél évvel később, 1961. február 24-én a koporsókat kiásták, kátránypapírba drótozták és a közeli Új köztemetőben földelték el újra őket, jeltelen sírokba. A sírok fedőneveket kaptak, Nagy Imre sírjának fedőneve Borbíró Piroska lett.
A következő évtizedekben Kádár János állampárti diktatúrája ellenforradalomnak bélyegezte az 1956-os forradalmat, résztvevőit pedig ellenforradalmároknak, akik a nép ellenségeiként megérdemelték a sorsukat. A szovjet fegyverek segítségével a nép forradalmát leverő és a törvényes kormányt megdöntő Kádár-rendszer legitimációja azonban a vérbosszúval beszennyezett hatalomátvétel miatt mindig megkérdőjelezhető maradt. Ezek a kérdőjelek megjelentek az emigráns magyar sajtóban és irodalomban, a hazai szamizdatirodalomban, majd a nyílt színen is, miután a magyar közélet az 1980-as évek végétől lerázta magáról a cenzúrát. A politikai fordulópont az volt, amikor 1989. január 28-án, Grósz Károly miniszterelnök és pártfőtitkár külföldi útja idején a kommunista párt belső ellenzékét vezető Pozsgay Imre népfelkelésnek nevezte az 1956-os eseményeket, eltávolítva a megbélyegző ellenforradalmi jelzőt. Ez a gesztus, bár fogadtatása a Magyar Szocialista Munkáspárton belül nem volt egyöntetű, egyértelműen jelezte a Kádár-rendszer legitimációjának felbomlását és Nagy Imre újralegitimizálásának kezdetét.

## A politikai előkészületek
Az újratemetés politikai feltételei létrejöttének eseményei közt említendő, hogy 1988 májusában az MSZMP rendkívüli pártértekezlete leváltotta legfőbb pártvezéri tisztségéből Kádár Jánost. Hamarosan, több hónapos előkészítés után létrejött az újratemetést és a kivégzettek rehabilitálását sürgető Történelmi Igazságtétel Bizottság, amely egyúttal közös kegyeleti megemlékezésre szólította fel az egybegyűlteket, Nagy Imréék kivégzésének 30. évfordulóján, június 16-án. Az évfordulón a budapesti belvárosban megtörtént az addig elképzelhetetlen is: tüntetők skandálták Nagy Imre nevét. A tüntetést durván szétverték, a növekvő politikai nyomás azonban nyilvánvalóvá vált.
A tüntetésen elhangzottakat az Egyesült Államokba látogató új pártvezér és miniszterelnök, Grósz Károly fasiszta propagandának minősítette és mereven elzárkózott Nagy Imre rehabilitálásától, a humánus körülmények közti újratemetéseket azonban egy sajtótájékoztatón az 56-os halálraítélt, Szilágyi József leányának kérdésére lehetségesnek nevezte. Ezzel megtört a jég. Még hosszú hónapokig tartott, amíg az MSZMP Politikai Bizottsága (PB) 1988. november 29-én határozatot hozott „az ellenforradalmi események kapcsán politikai bűncselekmények miatt elítélt és kivégzett személyekkel kapcsolatos kegyeleti kérdések rendezéséről”.
Ezt még ekkor is úgy képzelték el, mint a hozzátartozókkal szűk körben, titokban megbeszélt, zártkörű események sorozatát. A következő hónapokban azonban világossá vált, hogy erről nem lehet szó, olyan elementáris volt az igény a nyilvános tisztázásra. Pozsgay Imre új minősítése az 1956-os eseményekről pedig csak olaj volt erre a tűzre (pedig, mint Pozsgay a PB 1989. február 7-i ülésén kifejtette, a "népfelkelés" megnevezés azért volt jó, mert nem volt szovjetellenes éle, ugyanakkor megelőzte azt, hogy valakik forradalomnak minősítsék az eseménysort – mint később kiderült, csak ideiglenesen).

### A demonstrációig
A Történelmi Igazságtétel Bizottság 1989. február 14-én arról egyezett meg az Igazságügyminisztériumban Borics Gyula államtitkárral, hogy június 16-án sor kerülhet az újratemetésekre, de csak "normális" temetésként az Újköztemetőben. Az ellenzék és a TIB soraiban is egyre erősödött az igény, hogy az újratemetést tömegdemonstráció kísérje. Tölgyessy Péter például azzal indokolta ezt az igényt, hogy az Ellenzéki Kerekasztalba tömörült szervezetek számára azért is jól jönne egy ilyen demonstráció, mert a kommunista párt folyton azt dörgöli az orruk alá, hogy nincs tömegtámogatásuk, miközben az MSZMP-nek 800 ezer tagja van.
Az MSZMP-n belül az állampárton belül éles viták folytak arról, betiltsák-e a demonstrációt, májusra azonban a közvélemény nyomására eldőlt, hogy ezt nem teszik, és ezután már arról folyt a vita, hogyan mentsék, ami menthető és csiholjanak politikai előnyöket az elkerülhetetlenül bekövetkező hátrányok mellé is. A párton belüli "reformerek" – Ormos Mária, Berend T. Iván, Katona Béla, Horn Gyula – azt követelték, hogy azonnal rehabilitálják Nagy Imrét és gyorsítsák fel perének felülvizsgálatát a mindezek ellen érvelő Grósz Károllyal és Berecz Jánossal szemben. Végül a nyilatkozatban azt hangsúlyozták, hogy a temetés legyen a „nemzeti megbékélés napja” – ezzel évtizedekre meghatározva a kommunista utódpárt üzeneteinek fő irányát az 1956-os forradalommal kapcsolatban.
Sokak számára a kommunista politikusok újratemetésével együtt már ez is azt jelezte, hogy az MSZMP megpróbálja majd magának kisajátítani az antikommunista forradalom örökségét (ez elleni tiltakozásként bomlott fel például az újratemetést hosszú ideje szorgalmazó ellenzéki Inconnu Csoport). A többség számára azonban az újratemetés a kádári történelemképpel való szakítást és újabb eljövendő változások ígéretét szimbolizálta. Egy hónappal később a kádári Magyarország is demonstrálta erejét: miután meghalt maga Kádár, százezres tömeg kísérte utolsó útjára.

## Az újratemetés

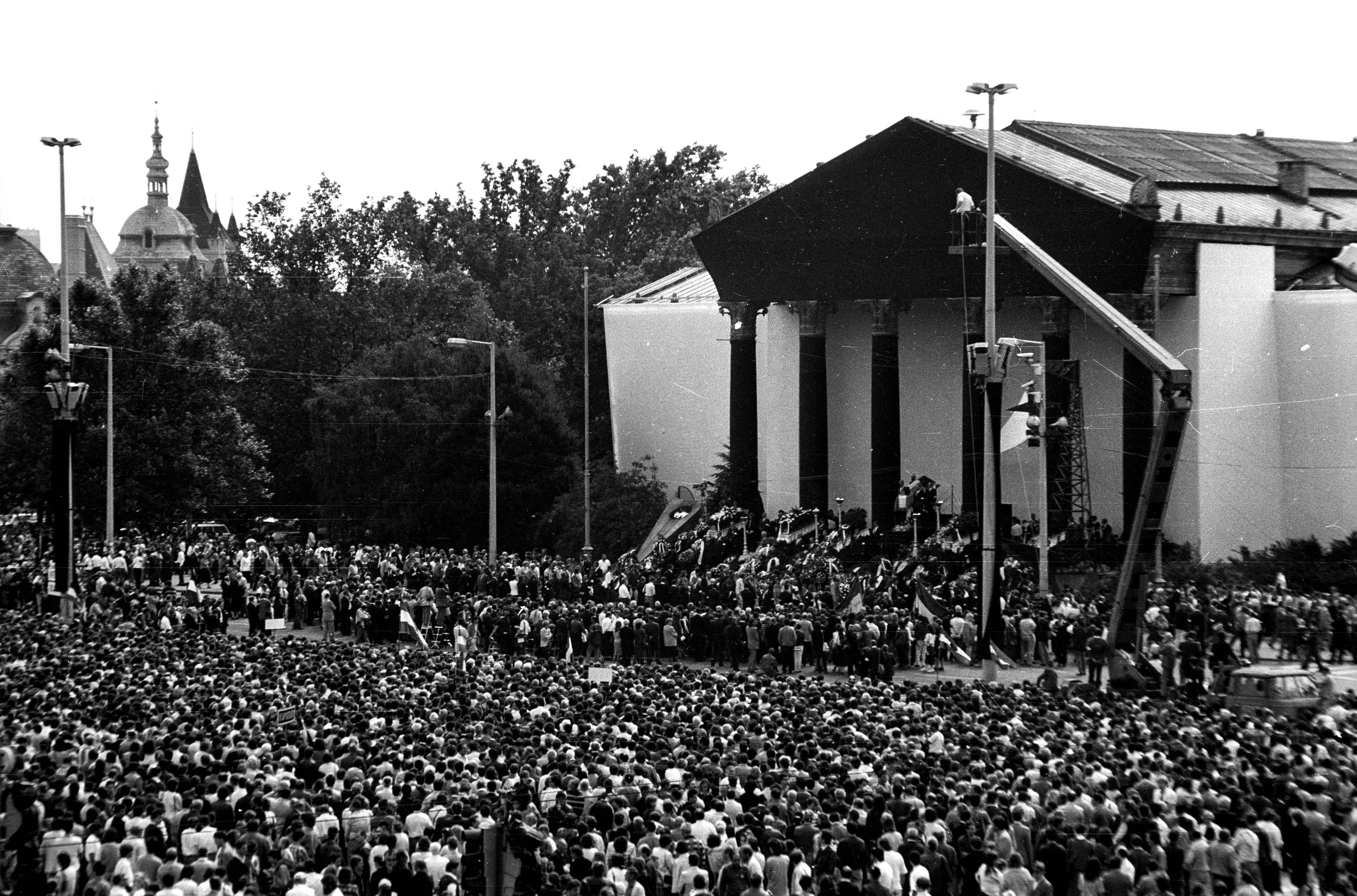
1989. június 16. Nagy Imre és mártírtársainak ünnepélyes újratemetése a Hősök terén, több mint 200 ezer fő részvételével

Budapesten, a Hősök terén reggel 7 óra után néhány perccel még folytak az előkészületek. Az előző napokban gigantikus ravatallá alakított Műcsarnok homlokzata előtt már a helyükön sorakoztak Nagy Imre, Gimes Miklós, Losonczy Géza, Maléter Pál, Szilágyi József koporsói és az ismeretlen mártírokat jelképező koporsó, melyre az 1956-os forradalmat szimbolizáló lyukas magyar zászlót terítettek.
7 óra 45 perckor a helyükre kerültek az első koszorúk, eközben a Műcsarnokban avatatlan szemek elől elzárva megtartották az utolsó eligazítást a díszőrségnek, némi vita után úgy döntöttek hogy nem a veteránok, hanem a Fidesz tagjai róják le kegyeletüket elsőként.
9 óra 6 perckor kezdetét vette a koszorúzás, a hivatalos szervek csak később jelentek meg, ekkor még mindenki magánemberként tette le a virágát. A téren ekkor körülbelül harmincezren tartózkodtak, a megemlékezésre több száz külföldről akkreditált tévés és fotós is érkezett.
10 órakor Sinkovits Imre színművész felolvasta a megemlékezés menetét.
10 óra 10 perckor a virágot hozók lassan kígyózó sorba rendeződtek, a hangszórókból elhangzott az 1956-ot követő kivégzések áldozatainak névsora, Mensáros László, Rékasi Károly és Orosz Helga háromnegyed órán keresztül sorolták a neveket.
A 11 órakor kezdődött koszorúzási rendbe csaknem 70 szervezet iratkozott fel. Elsőként Nagy Imre szülővárosa, Kaposvár polgárai helyezték el a kegyelet koszorúját, majd sorban az országgyűlés, a minisztertanács, a magyarországi egyházak, a külföldi nagykövetségek, érdekképviseletek és diplomáciai testületek képviselői, majd a hajdani harcostársak, egykori osztálytársak és az utódok, déltől pedig ismét a magánemberek következtek.

Orbán Viktor beszédet mond

12 óra 30 perckor pedig egy percre megállt az élet és országszerte megszólaltak a harangok. A járókelők egyperces néma megállással, a gépjárművezetők megállással és dudálással tisztelegtek Nagy Imre és mártírtársainak emléke előtt.
Ezután a Hősök terén Nagy Imre harcostársai és a koncepciós perek túlélői nevében is beszéltek a szónokok. Felszólaltak: Vásárhelyi Miklós, Rácz Sándor, Mécs Imre, Zimányi Tibor, Király Béla és Orbán Viktor. A legnagyobb vihart kavaró beszédet Orbán Viktor mondta, aki Cserhalmi György korábbi beszéde után követelte az országos nyilvánosság előtt a szovjet csapatok kivonását. „Valójában akkor, 1956-ban vette el tőlünk – mai fiataloktól – jövőnket a Magyar Szocialista Munkáspárt. Ezért a hatodik koporsóban nem csupán egy legyilkolt fiatal, hanem a mi elkövetkezendő húsz vagy ki tudja hány évünk is ott fekszik,” – hangzottak a beszéd azóta gyakran idézett mondatai. (Az állambiztonság és a pártvezetés tartott tőle, hogy a radikálisan hangzó beszéd problémákat okozhat a Szovjetunióval már folyamatban lévő tárgyalásokban.)
A megemlékezés 13 óra 30 perc előtt nem sokkal, a Himnusszal zárult.
A közel öt órán keresztül tartó tiszteletadás során az emberek szűnni nem akaró sorokban járultak a ravatal elé virágaikkal. Az esemény végeztével a koporsókat és a mérhetetlen mennyiségű virágot gyászkocsikra rakták. A gyászoló családtagok, a barátok, a meghívottak szűkebb köre – legalább ezer ember – indult meg fegyelmezett sorba rendeződve a temető felé.
A méltóságteljes tempóban haladó menet útját emberek százainak sorfala szegélyezte. A tisztelgés csendjét senki és semmi nem zavarta meg. Alig hallható motorzúgással araszoltak végig a Rákoskeresztúrra vezető lezárt útvonalon a virágokkal roskadásig telt halottaskocsik, az azokat követő családi autók, végül a buszok tucatjai.
A temető kapujában újabb százak várták a menetet, hogy utoljára búcsút vehessenek a halottakról. Rendőrségi autó felvezetésével érkezett meg a menet. Miután a koporsók a rendeltetési helyükre kerültek, a katafalkokra helyezték őket, majd kezdetét vette a szertartás.
Darvas Iván és Mensáros László itt is betűrendben felolvasták a több mint kétszáz kivégzett nevét.
Amikor egy-egy névhez értek, akkor esetenként a fellelhető sírnál egyházi vagy polgári szertartásra került sor. A katolikus egyházat Jelenits István, a piarista rendtartomány főnöke és Rosdy Pál katolikus pap képviselte, az evangélikus egyházat pedig Harmati Béla, a Déli Egyházkerület püspöke és Donáth László lelkész. Dobner Győző baptista lelkész és Iványi Gábor metodista lelkész képviselték a szabad egyházakat. Raj Tamás főrabbi az izraelita áldozatok sírját áldotta meg. A református egyházat Pánczél Tivadar és Czövek Olivér képviselték.
Gimes Miklós nevéhez érve beszédet mondott Molnár Miklós, egykori újságíró kollégája. Losonczy Gézát Gyenes Antal, Maléter Pált Harmati Béla evangélikus püspök búcsúztatta. Nagy Imrétől egykori barátja Méray Tibor és Kopácsi Sándor búcsúztak, Szilágyi József koporsójánál pedig Lőcsei Pál újságíró mondott beszédet. A több száz név után utolsóként következett az ismeretlen mártírok koporsójának földbehelyezése, ezt Nagy Imre koporsójával együtt átvitték a 301-es parcellába és közvetlenül mellé temették. Itt mondott búcsúbeszédet Forgách Ferenc és Fónay Jenő.
Végül megáldották a jeltelen sírban fekvőket és egyházi személyek búcsúztatták a mártírokat. A mintegy háromórás ceremónia végeztével a Himnusz felcsendülése alatt engedték le a koporsókat végső nyughelyükre.

## A temetés értékelése
A legtöbb korabeli értékelés szerint az újratemetés a magyar kommunista egyeduralom történetének szimbolikus záróaktusa volt. Ez a későbbiekben árnyalódott, hiszen sokan évekkel később sem gondolják azt, hogy Magyarország megszabadult a kommunista örökségtől és az 1956-os forradalom szereplői képének kialakulása sem lezárt folyamat.
Az értékelés már a kezdetekben sem volt egyöntetű, ahogy Pongrátz Gergely egyik nyilatkozata mutatja: „A temetés előtt lejött hozzám Arizonába a New York-i konzul, három napig a vendégem volt, győzködött, hogy jöjjek haza a Nagy Imre temetésre. Azt mondtam: ha minden kivégzettet eltemetnek, akkor jövök, de az öt kommunistát el tudják temetni nélkülem is, ezért nem jövök. Az újratemetés létrejöttében fontos szerepet játszó Inconnu Csoport és Krassó György már akkor óvtak, hogy a kommunisták saját képükre formálhatják és kisajátíthatják a forradalom örökségét.”